# ليفي جاي دين
ليفي جاي دين (بالإنجليزية: Levi J. Dean)‏ هو مهندس معماري أمريكي، (ولد في غاساواي في الولايات المتحدة 1878 – 1951 م).